# Bazar de Tabriz
El Bazar de Tabriz (بازار تبریز, Bāzār Tabriz) es uno de los bazares más antiguos de Oriente Medio y el bazar cubierto más grande del mundo. La Unesco lo declaró Patrimonio de la Humanidad en 2010.
Tabriz ha sido un lugar de intercambio cultural desde la antigüedad y su bazar uno de los centros comerciales más importantes de la Ruta de la Seda. Situado en el centro de la ciudad de Tabriz, Irán, esta estructura se forma de numerosos sub-bazares, como el Bazar Amir, en el que se vende oro y joyas, o el Mozzafarieh, el bazar de las alfombras. 
El momento más próspero de Tabriz y su bazar fue el siglo XIII cuando la ciudad se convirtió en capital del Imperio safávida. En el siglo XVI, la ciudad perdió este estatus pero su bazar siguió siendo un importante centro económico y comercial. También destacamos que el Bazar de Tabriz siempre ha tenido un notable papel político, señalándose su importancia en acontecimientos históricos como la Revolución constitucional iraní, a comienzos del siglo XX, y la Revolución Islámica, en la década de los 70. 
El Bazar de Tabriz sigue siento actualmente el centro económico de la ciudad y del noroeste iraní. También es utilizado para algunas ceremonias religiosas importantes, como el Ashura.
Como ocurre con otros bazares de Oriente Medio, hay varias mezquitas construidas alrededor de él, siendo la más importante la Mezquita de Jameh.